# Manuel Vilchez
Manuel Antonio Vílchez Suárez (Cabimas, 21 de outubro de 1961) é um ex-pugilista venezuelano, conhecido por sua conquista histórica nos Jogos Pan-Americanos de 1983, realizados em Caracas. Nessa edição, Vílchez tornou-se o único atleta do estado de Zulia a conquistar uma medalha de ouro em Pan-Americanos, ao vencer na categoria peso galo (54 kg).
Após sua carreira amadora, Vílchez profissionalizou-se no boxe em 1985, competindo até 1994. Ao longo de sua carreira profissional, acumulou um recorde de 24 vitórias, 9 derrotas e 15 nocautes. Em 1987, desafiou Louie Espinoza pelo título mundial da WBA na categoria supergalo, mas foi derrotado por nocaute no 15º round.